# 喊麦
喊麦，也称为呼麦，是在中国大陆部分网络直播平台流行的一种表演形式，一般是配着一段节奏感很强的旋律，对着麦克风大声喊出一段台词，或演唱出一些类似Rap的风格的作品，被视为1990年代下岗潮后中国东北的工人阶级文化再造。随着网络直播行业盛行，喊麦文化逐渐吸引了一批听众，但也遭到一些人的批评。

## 特点
“喊麦”意指对着麦克风大声喊叫，演唱出一些类似Rap的风格，其风格侧重点在“喊”上。其制作过程只需从网上下载伴奏，再套上歌词并“打上鸡血”。这一过程很可能侵犯其他音乐制作者的版权，但喊麦者却认为这是在表达“公开和平等”。喊麦的歌词（“麦词”）则通常充斥着“男人”、“天下”、“兄弟”、“征战”、“王者”等词汇，此外还有格式规则，比如另类喊麦就要求“七个字一行，四行为一组，每一行的末尾都押韵，每一组押同一个韵脚”。喊麦者的“艺名”前通常会冠有“MC”二字（欧美嘻哈圈对rapper的称呼）缩写。

## 发展
“喊麦文化”最早可追溯至20世纪末的北方三四线城市和农村的迪厅夜店文化，其营造的氛围非常适合给商店、舞厅“炒场子”。其结合了中国东北的传统曲艺二人转、以及1990年代末、2000年代初迪斯科舞厅播放的盗版外国电子舞曲的混音。2000年代二人转演员孙小宝发行的《蹦迪八大扯》，被称为“嗨碟”，为“喊麦”的原型。
2010年，喊麦者MC石头曾与一些乐队合作，在各地演出、参加音乐节。
随着网络直播的兴起，喊麦的演唱方式逐渐被网络主播MC天佑、MC六道带红，培养了一批喜欢看喊麦的观众。2017年，网易新闻的一项调研显示，80%的喊麦听众是月收入2000-6000元的21-30岁男性；喊麦者中80%是年龄处于18-27岁的男性，属于在政治、文化圈话语权都很低的人群，近乎30%来自东北地区。现在，喊麦已发展出另类喊麦、散嗑、套词等不同种类。2018年，文化部对就传播低俗暴力信息问题对网络直播进行整治，导致77首热门喊麦被禁，上千名主播被封。这次整治行动对短视频行业冲击极大。

## 社会反响
2020年在一次直播中，歌手杨坤抨击喊麦作品《惊雷》，称其“要歌没歌、要旋律没旋律、要律动没律动，神马玩意儿”，但被原作者MC六道讽刺“音乐不分三六九等”、“杨坤的音乐还没有我的火”。
有评论认为，喊麦的演唱方式极好地融合了中国东北地区追求的“精神”、“力量感”，虽然其歌曲本身不甚入耳，但能够充分表达演唱者内心的想法，称其存在合理。
但亦有评论对此观点反击，称喊麦算不上流行音乐，而且“培养了一大批没有艺术欣赏能力、自以为是的粉丝”，这群粉丝吹捧喊麦，并攻击任何批评喊麦的音乐人。有分析指网络上对喊麦的反响多为戏虐、调侃。这些表演不但的歌词逻辑不通，背景音乐亦十分躁动。不过，喊麦属于审丑文化的一部分，通过调侃丑陋、粗俗的东西来让人获得放松、愉悦感，不应以“高雅”为名强迫别人放弃听喊麦的权力。